# Rostspricklav
Rostspricklav (Acarospora sinopica) är en lavart som först beskrevs av Göran Wahlenberg, och fick sitt nu gällande namn av Körb. Rostspricklav ingår i släktet Acarospora och familjen Acarosporaceae.  Arten är reproducerande i Sverige. Inga underarter finns listade i Catalogue of Life.